# Puchar Pięciu Narodów 1911
Puchar Pięciu Narodów 1911 – druga edycja Puchar Pięciu Narodów, corocznego turnieju w rugby union rozgrywanego pomiędzy pięcioma najlepszymi zespołami narodowymi półkuli północnej, która odbyła się pomiędzy 2 stycznia a 25 marca 1911 roku. Wliczając turnieje w poprzedniej formie, od czasów Home Nations Championship, była to dwudziesta dziewiąta edycja tych zawodów. W turnieju zwyciężyła Walia, która pokonała wszystkich rywali i tym samym zdobyła Triple Crown oraz Wielkiego Szlema.
Zgodnie z ówczesnymi zasadami punktowania dropgol był warty cztery punkty, podwyższenie dwa, natomiast przyłożenie i pozostałe kopy trzy punkty.

## Mecze
| 2 stycznia 1911 | Francja                                                         | 16:15(11:8) | Szkocja                                                                    | Stade Olympique Yves-du-Manoir, Colombes Widzów: 8000 Sędzia: Arthur Jones |
| 2 stycznia 1911 | Failliot 6 (2P) Laterrade 3 (P) Peyroutou 3 (P) Decamps 4 (2pd) | 16:15(11:8) | Abercrombie 3 (P) MacCallum 3 (P) Munro 3 (P) Turner 2 (pd) Pearson 4 (dg) | Stade Olympique Yves-du-Manoir, Colombes Widzów: 8000 Sędzia: Arthur Jones |

| 21 stycznia 1911 | Walia                                                           | 15:11(5:3) | Anglia                                                     | St. Helens Ground, Swansea Sędzia: John Gillespie |
| 21 stycznia 1911 | Gibbs 3 (P) Morgan 3 (P) Pugsley 3 (P) Spiller 3 (P) Birt 3 (K) | 15:11(5:3) | Kewney 3 (P) Roberts 3 (P) Scholfield 3 (P) Lambert 2 (pd) | St. Helens Ground, Swansea Sędzia: John Gillespie |

| 28 stycznia 1911 | Anglia                                                                         | 37:0(8:0) | Francja | Twickenham Stadium, Londyn Widzów: 20 000 Sędzia: Evan Johns |
| 28 stycznia 1911 | Lambert 22 (2P, 5pd, 2K) Mann 3 (P) Pillman 6 (2P) Stoop 3 (P) Wodehouse 3 (P) | 37:0(8:0) |         | Twickenham Stadium, Londyn Widzów: 20 000 Sędzia: Evan Johns |

| 4 lutego 1911 | Szkocja                               | 10:32(4:7) | Walia                                                                      | Inverleith, Edynburg Sędzia: Ian Davidson |
| 4 lutego 1911 | Scott 3 (P) Turner 3 (P) Munro 4 (dg) | 10:32(4:7) | Gibbs 9 (3P) Spiller 10 (2P, dg) Thomas 3 (P) Williams 6 (2P) Dyke 4 (2pd) | Inverleith, Edynburg Sędzia: Ian Davidson |

| 11 lutego 1911 | Irlandia    | 3:0 | Anglia | Lansdowne Road, Dublin Sędzia: John Dallas |
| 11 lutego 1911 | Smyth 3 (P) | 3:0 |        | Lansdowne Road, Dublin Sędzia: John Dallas |

| 25 lutego 1911 | Szkocja                               | 10:16(3:8) | Irlandia                                                                          | Inverleith, Edynburg Sędzia: Vincent Cartwright |
| 25 lutego 1911 | Angus 3 (P) Simson 3 (P) Munro 4 (dg) | 10:16(3:8) | Adams 3 (P) Foster 3 (P) O'Callaghan 3 (P) Quinn 3 (P) Hinton 2 (pd) Lloyd 2 (pd) | Inverleith, Edynburg Sędzia: Vincent Cartwright |

| 28 lutego 1911 | Francja                                                 | 0:15 | Walia | Parc des Princes, Paryż Widzów: 20 000 Sędzia: William Williams |
| 28 lutego 1911 | Morgan 3 (P) Owen 3 (P) Williams 3 (P) Bancroft 6 (3pd) | 0:15 |       | Parc des Princes, Paryż Widzów: 20 000 Sędzia: William Williams |

| 11 marca 1911 | Walia                                                  | 16:0(5:0) | Irlandia | Cardiff Arms Park, Cardiff Sędzia: Frank Potter-Irwin |
| 11 marca 1911 | Evans 3 (P) Gibbs 3 (P) Webb 3 (P) Bancroft 7 (2pd, K) | 16:0(5:0) |          | Cardiff Arms Park, Cardiff Sędzia: Frank Potter-Irwin |

| 18 marca 1911 | Anglia                                                    | 13:8(8:3) | Szkocja                                         | Twickenham Stadium, Londyn Widzów: 25 000 Sędzia: T. Schofield |
| 18 marca 1911 | Birkett 3 (P) Lawrie 3 (P) Wodehouse 3 (P) Lagden 4 (2pd) | 13:8(8:3) | Simson 3 (P) Sutherland 3 (P) Cunningham 2 (pd) | Twickenham Stadium, Londyn Widzów: 25 000 Sędzia: T. Schofield |

| 25 marca 1911 | Irlandia                                                                        | 25:5(0:5) | Francja                      | Mardyke, Cork Widzów: 25 000 Sędzia: James Findlay |
| 25 marca 1911 | Heffernan 3 (P) Jackson 6 (2P) O'Callaghan 3 (P) Quinn 3 (P) Lloyd 10 (3pd, dg) | 25:5(0:5) | Failliot 3 (P) Dutour 2 (pd) | Mardyke, Cork Widzów: 25 000 Sędzia: James Findlay |

## Inne nagrody
- Wielki Szlem –  Walia (po pokonaniu wszystkich rywali)
- Triple Crown –  Walia (po pokonaniu wszystkich rywali z Wysp Brytyjskich)
- Calcutta Cup –  Anglia (po zwycięstwie nad Szkocją)
- Drewniana łyżka –  Szkocja (za zajęcie ostatniego miejsca w turnieju)